# Pattinaggio di velocità ai XXI Giochi olimpici invernali - 3000 m femminile
La gara dei 3000 m femminile ai XXI Giochi olimpici invernali si è svolta il 14 febbraio 2010 al Richmond Olympic Oval, ed è stata la prima gara femminile del pattinaggio di velocità; è stata vinta dalla ceca Martina Sáblíková.
Detentrice del titolo era l'olandese Ireen Wüst.

## Record
Prima di questa competizione, i record erano i seguenti.
| Record mondiale | Cindy Klassen ( Canada)       | 3'53"34 | Calgary             | 18 marzo 2006    |
| Record olimpico | Claudia Pechstein ( Germania) | 3'57"70 | Salt Lake City 2002 | 20 febbraio 2002 |

## Risultati
| Pos. | Batteria | Nome                   | Nazione       | Tempo   | Distacco |
| ---- | -------- | ---------------------- | ------------- | ------- | -------- |
|      | 11       | Martina Sáblíková      | Rep. Ceca     | 4'02"53 |          |
|      | 13       | Stephanie Beckert      | Germania      | 4'04"62 | +2"09    |
|      | 13       | Kristina Groves        | Canada        | 4'04"84 | +2"31    |
| 4    | 14       | Daniela Anschütz-Thoms | Germania      | 4'04"87 | +2"34    |
| 5    | 12       | Clara Hughes           | Canada        | 4'06"01 | +3"48    |
| 6    | 11       | Masako Hozumi          | Giappone      | 4'07"36 | +4"83    |
| 7    | 14       | Ireen Wüst             | Paesi Bassi   | 4'08"09 | +5"56    |
| 8    | 12       | Maren Haugli           | Norvegia      | 4'10"01 | +7"48    |
| 9    | 8        | Nancy Swider-Peltz     | Stati Uniti   | 4'11"16 | +8"63    |
| 10   | 8        | Renate Groenewold      | Paesi Bassi   | 4'11"25 | +8"72    |
| 11   | 4        | Diane Valkenburg       | Paesi Bassi   | 4'11"71 | +9"18    |
| 12   | 9        | Jilleanne Rookard      | Stati Uniti   | 4'13"05 | +10"52   |
| 13   | 9        | Katrin Mattscherodt    | Germania      | 4'13"72 | +11"19   |
| 14   | 10       | Cindy Klassen          | Canada        | 4'15"53 | +13"00   |
| 15   | 7        | Shiho Ishizawa         | Giappone      | 4'15"62 | +13"09   |
| 16   | 3        | Anna Rokita            | Austria       | 4'16"42 | +13"89   |
| 17   | 10       | Catherine Raney-Norman | Stati Uniti   | 4'16"59 | +14"06   |
| 18   | 3        | Svetlana Vysokova      | Russia        | 4'16"91 | +14"38   |
| 19   | 2        | Noh Seon-Yeong         | Corea del Sud | 4'17"36 | +14"83   |
| 20   | 2        | Galina Likhachova      | Russia        | 4'17"63 | +15"10   |
| 21   | 4        | Eri Natori             | Giappone      | 4'18"18 | +15"65   |
| 22   | 7        | Wang Fei               | Cina          | 4'18"42 | +15"89   |
| 23   | 5        | Lee Ju-Youn            | Corea del Sud | 4'18"87 | +16"34   |
| 24   | 5        | Luiza Złotkowska       | Polonia       | 4'19"13 | +16"60   |
| 25   | 6        | Fu Chunyan             | Cina          | 4'20"62 | +18"09   |
| 26   | 1        | Park Do-Yeong          | Corea del Sud | 4'20"92 | +18"39   |
| 27   | 6        | Cathrine Grage         | Danimarca     | 4'20"93 | +18"40   |
| 28   | 1        | Katarzyna Woźniak      | Polonia       | 4'22"35 | +19"82   |